# Tove Tellback
Tove Tellback, född 25 juli 1899 i Kristiania, död 20 januari 1986 i Oslo, var en norsk skådespelare. Hon filmdebuterade 1926 som Berit Glomgaarden i Carl Theodor Dreyers Glomdalsbruden.

## Filmografi
- 1926 – Glomdalsbruden
- 1927 – Trollälgen
- 1928 – Cafe X
- 1933 – Vi som går kjøkkenveien